# 中华寺 (尼泊尔)

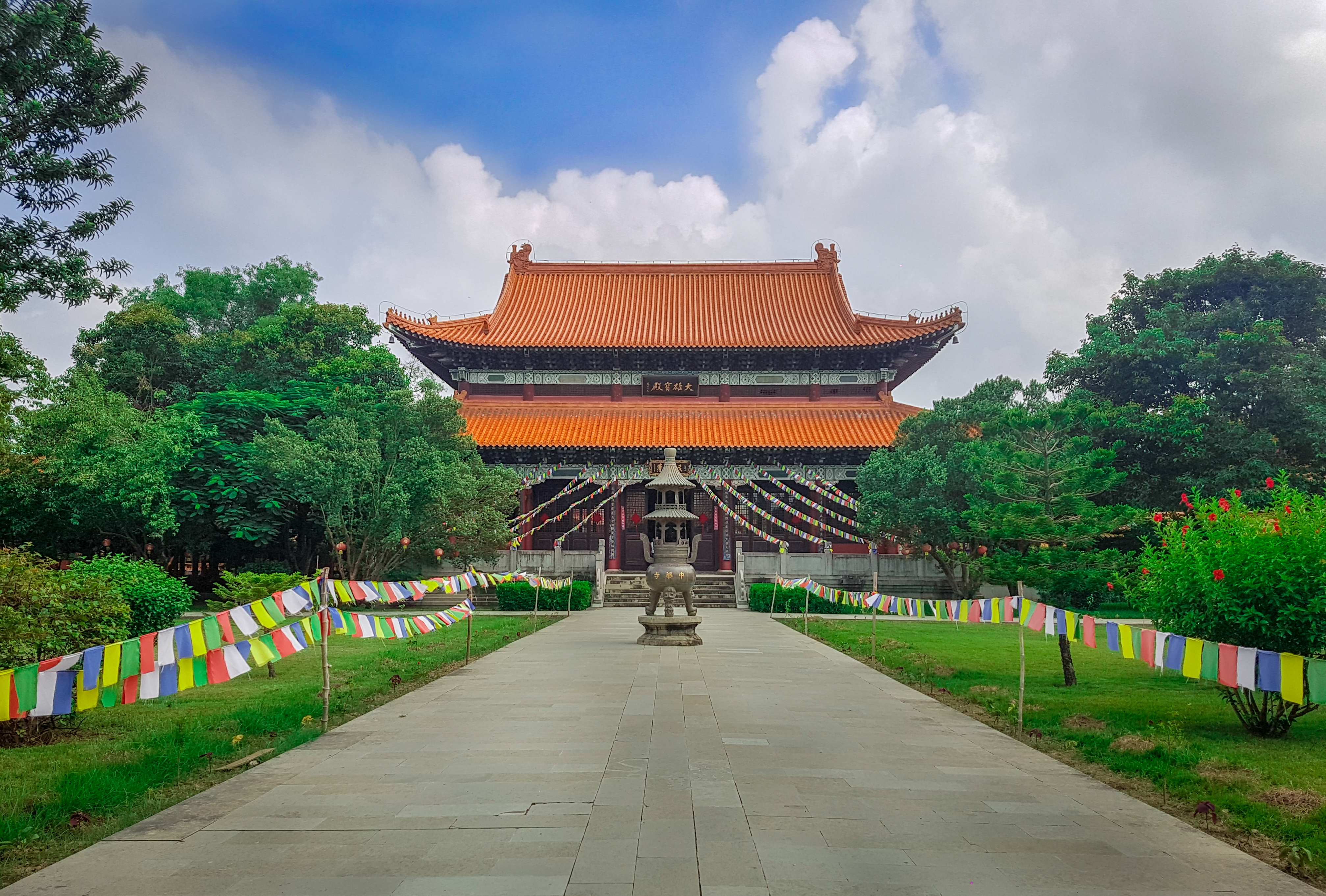
中华寺大雄宝殿

中华寺，位于尼泊尔鲁潘德希县蓝毗尼，是一座汉传佛教寺院。

## 历史

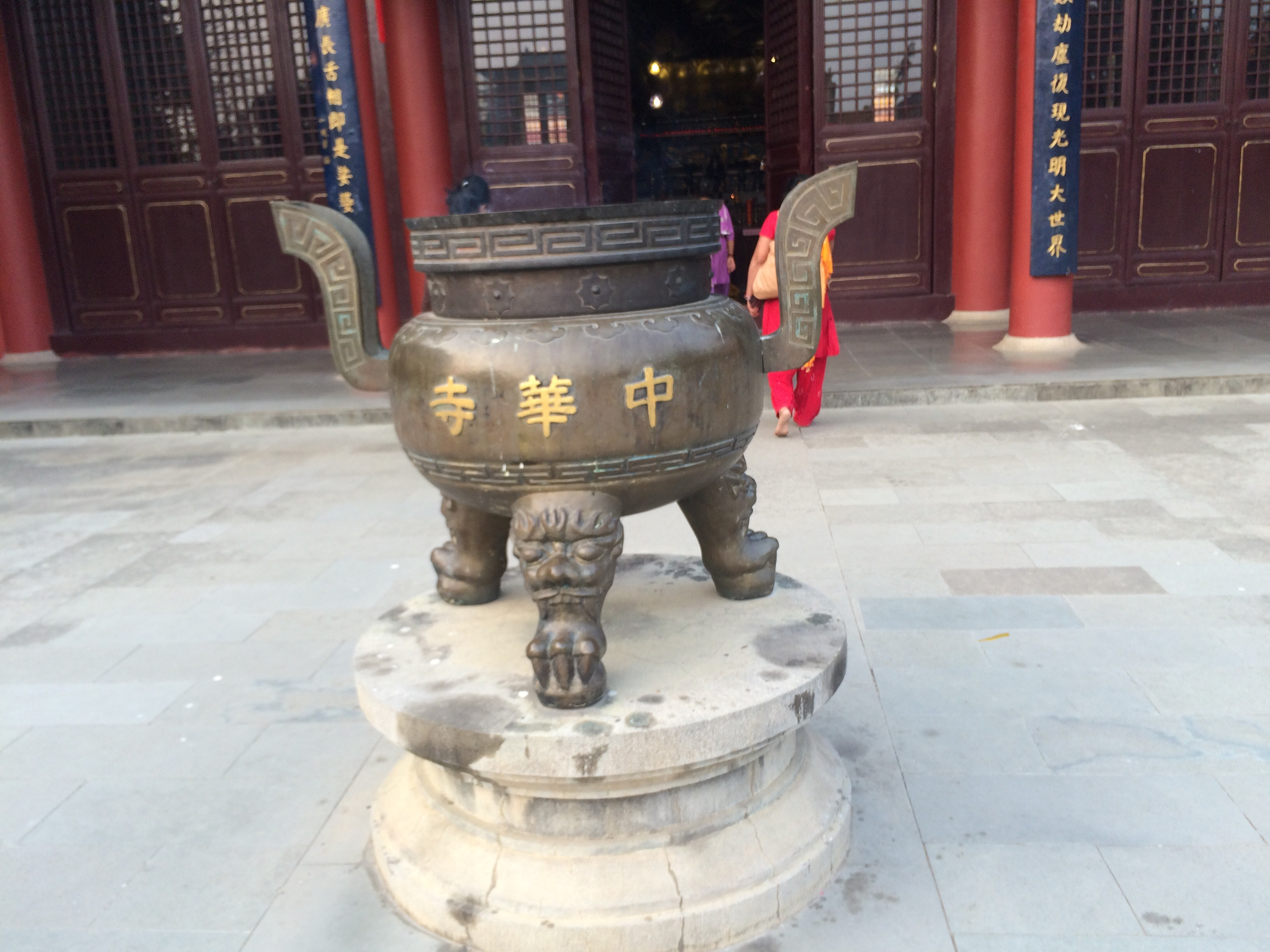
中华寺内的香炉

1896年，尼泊尔西部城镇官员克哈德卡以及德国考古学家费约赫尔发现了阿育王柱，并根据中国唐朝玄奘的《大唐西域记》发掘证实了佛教宝地蓝毗尼的具体地址。1967年，联合国秘书长吴丹考察蓝毗尼，并提议开发蓝毗尼，使蓝毗尼成为维护世界和平、促进国际合作发展、进行国际文化交流的中心。1970年，联合国开发计划署和尼泊尔政府共同成立蓝毗尼开发委员会，世界佛教联谊会号召其下属的70多个分会（包括中国佛教协会）向蓝毗尼开发委员会捐资建寺。
中国响应蓝毗尼开发委员会和世界佛教联谊会的邀请，决定在蓝毗尼兴建中华寺，这是中国佛教协会在国外建立的第一座国家级的寺院。1996年12月1日（发现阿育王石柱一百周年纪念日），中华寺奠基，2000年5月，中华寺（一期工程）落成、佛像开光、方丈升座法会举行。“中华寺”之名由赵朴初提议并题写。首任方丈为释怀善。
2011年3月29日，中国佛教协会举行释印顺接任中华寺方丈升座典礼，释印顺成为中华寺第二任方丈。
2013年12月23日，中华寺举行第三期工程落成典礼暨本焕长老舍利塔奠基仪式。本焕长老（1907年—2012年4月）曾任深圳弘法寺方丈。在此次仪式上，中国佛教协会驻会副会长释学诚、中华寺方丈释印顺、五台山碧山寺方丈释妙江举行典仪，为本焕长老舍利塔奠基。
2015年4月25日，尼泊尔发生强烈地震，中华寺全体人员及建筑安然无恙。地震发生后，中华寺附近居民纷纷进入中华寺避难。中华寺启动了赈灾预案，僧众安置灾民并协助救援。

## 建筑
蓝毗尼开发区由佛诞圣地花园、寺院区、绿化区组成。中华寺位于大乘佛教（包括汉传佛教和藏传佛教，统称北传佛教）集中的西寺院区。中华寺的主要建筑采用黄琉璃瓦，大红廊柱，赭色围墙。
一期工程完工后，山门内正面是大肚弥勒佛，两壁是四大天王，弥勒佛背后是韦驮。顺甬道前行十多米，就是两层高的大雄宝殿，再后面是僧舍。此外，两厢还有两排房舍，是会客室、讲经堂等建筑。